# Nathan Söderblom-sällskapet
Nathan Söderblom-Sällskapet (Societas Soederblomiana Upsaliensis) är ett vetenskapligt lärt samfund med anknytning till Uppsala universitet. 
Sällskapets inriktning är religionshistorisk och exegetisk forskning (trots namnet är det ingen sammanslutning kring ärkebiskop Söderbloms person och livsgärning).  Antalet ledamöter är begränsat och ledamotskap vinnes genom inval främst bland forskare med denna inriktning. En av ledamöterna väljes för ett år till preses, sekreteraren väljes för en längre period. Sällskapets högtidsdag är på Nathan Söderbloms födelsedag den 15 januari, och det instiftades på 75-årsdagen av hans födelse 1941. Ledamot av sällskapet förkortas LNSS. Sällskapet utger årsboken "Religion och bibel".